# Agence turque de coopération et de développement
Pour les articles homonymes, voir Tika.
L'agence turque de coopération et de développement (en turc Türk İşbirliği ve Kalkınma Ajansı ou TİKA) est l’agence de coopération turcophone.

## Mission
Les objectifs de la TIKA peuvent être résumés comme suit :
- Aider au développement des pays et des communautés turcophones.
- Développer la coopération économique, commerciale, technique, sociale, culturelle et éducative entre les pays et les communautés turcophones .
- Participer à des projets sociaux et culturels et à des activités visant à préserver un patrimoine culturel, social et des valeurs communs entre les pays et les communautés turcophones .
- Fournir des bourses et une assistance aux fonctionnaires et à d’autres personnes de ces pays pour l’éducation et la formation en Turquie.
- Fournir une assistance technique et une aide humanitaire.
- Agir en tant que principal facilitateur de la coopération entre les institutions et organisations de l'État turc , les universités, les organisations à but non lucratif et le secteur privé
- Coopérer avec d'autres agences internationales d'aide à travers divers projets et programmes.

## Histoire
La TIKA est créée en 1992 après l’éclatement de l’URSS afin de développer les coopérations entre peuples turcophones et Turquie.
La TIKA a financé la création de l'Université Hoca Ahmet Yesevi (Kazakhstan) et de la Kirgizistan Turkiye Manas Üniversitesi (Kirghizistan).
En février 2012, la TIKA signe un accord avec l'agence de coopération internationale du Japon (JICA) pour renforcer leur coopération dans les pays en voie de développement.
En 2014 dans le cadre du partenariat entre TIKA TATİP, le programme de coopération en matière de santé Turquie-Azerbaïdjan-Tanzanie, l'association Médecins du monde et les médecins volontaires azerbaïdjanais, l'association Médecins du monde, les médecins volontaires azerbaïdjanais et Le Fonds d'aide pour la jeunesse (Azerbaïdjan) ainsi qu'avec le support des médecins volontaires Bahruz Guliyev, Imran Jarullazada, Qoshqar Mammadov et avec le soutien de la Fondation REHEMA de Tanzanie, a réalisé une opération de la cataracte de plus de 100 patients tanzaniens et plus de 100 patients ont subi un examen ophtalmologique.
En janvier 2018, la TIKA offre des équipements agricoles à 35 familles colombiennes.

## Description
La TIKA est organisée en deux départements :
- le premier chargé des questions économiques, commerciales et techniques (Ekonomik Ticari ve Teknik İşbirliği Dairesi)
- le second chargé des affaires sociales et culturelles (Eğitim Kültür ve Sosyal İşbirliği Dairesi)

Le Grand projet pour les étudiants (Büyük Öğrenci Projesi) octroie des bourses à plus de 10 000 étudiants.
La TIKA finance également la chaîne satellitaire TRT-Avrasya (Eurasie) et la radio Voix de la Turquie.